# Serrat del Taller
El Serrat del Taller és una serra situada al municipi de Ribera d'Urgellet a la comarca de l'Alt Urgell, amb una elevació màxima de 1.301 metres.